# Ciripcău
Ciripcău – miejscowość i gmina w Mołdawii, w rejonie Florești. W 2014 roku liczyła 1077 mieszkańców.